# Juhász József (színművész)
Juhász József (Kemecse, 1908. július 4. – Toronto, 1974. június 23.) Farkas–Ratkó-díjas magyar színész. Elsősorban karakterszerepekben és humoros alakításokban láthatta őt a közönség. Az 1956-os forradalom idején Major Tamás leváltását követően a Nemzeti Színház háromfős vezetőségének tagja lett Szörényi Évával és Bessenyei Ferenccel együtt.

## Életpályája
Juhász József 1908. július 4-én született Kemecsén. Szülei: Juhász Ferenc ácsmester és Harsányi Julianna
A Színművészeti Akadémia elvégzése után 1930-ban a Nemzeti Színház tagja lett. 1938-ban Farkas–Ratkó-díjjal ismerték el munkásságát. A negyvenes évek elején az Új Magyar Színház emelte soraiba.
Az 1935–1944 közötti években több filmben is játszott. A második világháború után egy ideig politikai okok miatt mellőzték, semmilyen színházi, vagy filmszerepet nem kapott. Ez idő alatt vidéken játszott cirkuszi bohócként.
1949-ben ismét szerződtette a Nemzeti Színház, de 1956-ban, a forradalom leverése után külföldre távozott. Ausztriában alapított magyar társulatot, de Kanadába kerülve kénytelen volt felhagyni mesterségével.
Jellemkomikus volt, a vidéki élet jellegzetes figuráit hitelesen karikírozta.
„Elhatalmasodó alkoholizmusa miatt nem sokáig szerepelhetett színpadon, egy kórház kazánfűtője lett, végül öngyilkosságot követett el.”

## Fontosabb színházi szerepei
- William Shakespeare: Hamlet, dán királyfi (Claudius)
- William Shakespeare: Szentivánéji álom (Balga)
- Gárdonyi Géza: A bor (Matyi)
- Hauptmann: És Pippa táncol (Tagliazoni)

## Filmjei
- Café Moszkva (1935) – Kadosa Géza, zászlós
- Három sárkány (1936) – Ifj. Csaholyi Balázs
- Légy jó mindhalálig (1936) – Diák
- Tisztelet a kivételnek (1936) – Csokor úr
- A kölcsönkért kastély (1937) – Dr. Vass Ferenc
- Mai lányok (1937) – Asztalossegéd
- Pusztai szél (1937) – Almássy László
- Torockói menyasszony (1937) – Iskolaigazgató
- Marika (1938) – Karády
- Péntek Rézi (1938) – Dr. Megyeri József
- Te csak pipálj, Ladányi! (1938) – Vincze Jóska
- Tizenhárom kislány mosolyog az égre (1938) – Balogh Feri
- Garszonlakás kiadó (1939) – Dr. Kádár András
- Nincsenek véletlenek (1939) – Simkó Lajos
- Semmelweis (1939) – Hebra professzor
- Tiszavirág (1939) – Aracsi Sándor, halász
- Elnémult harangok (1940) – Pásztor
- Erzsébet királyné (1940) – Betyár
- Hétszilvafa (1940) – Banki jogtanácsos
- Mária két éjszakája (1940) – Kárpát Józsi Jenő
- Rózsafabot (1940) – Bosnyák József
- Zárt tárgyalás (1940) – Szilárdka
- A beszélő köntös (1941) – Olaj bég
- A harmincadik (1941) – Kerge István
- Behajtani tilos! (1941) – Sofőr
- Egy tál lencse (1941) – Pali, a jószágigazgató fia
- Életre ítéltek! (1941) – Záros Mátyás, tolvaj
- Haláltánc (1941) – Házmester
- Háry János (1941) – Marci
- Ma, tegnap, holnap (1941) – Kocsmáros
- Ne kérdezd, ki voltam (1941) – Ifj. Kaszás István
- Régi keringő (1941) – Gróf Döme
- A kétezer pengős férfi (1942) – Józsi néni férje
- Bajtársak (1942)
- Estélyi ruha kötelező (1942) – Detektív
- Halálos csók (1942) – Várady Gusztáv, festő
- Haláltánc (1942) – Házmester
- Kadétszerelem (1942) – Őrmester
- Katyi (1942) – Pálinkás Berci
- Kölcsönkért férjek (1942) – Schulek
- Szeptember végén (1942) – Kocsmai vendég III.
- Anyámasszony katonája (1943)
- Egy gép nem tért vissza (1943) – Mátyás
- Külvárosi őrszoba (1943) – Bandi
- Legény a gáton (1943) – A menyasszony apja
- Zörgetnek az ablakon (1944)
- Felszabadult föld (1950) – Plébános
- Becsület és dicsőség (1951) – Gosztola
- Gyarmat a föld alatt (1951) – Öreg munkás
- Első fecskék (1952) – Andorkó
- A harag napja (1953) – Vajagos
- Hintónjáró szerelem (1954) – Csordapásztor
- Költözik a hivatal! (1954, rövid játékfilm) – A kövér
- Simon Menyhért születése (1954) – Munkás I.
- Körhinta (1955) – Lószerszám árus
- Különös ismertetőjel (1955)
- Két vallomás (1956) – Sete
- Melyiket a kilenc közül? (1956)

## Szinkronszerepei
| Év   | Cím                  | Szereplő                               | Színész            | Szinkron év |
| ---- | -------------------- | -------------------------------------- | ------------------ | ----------- |
| 1946 | Fiam, a tanár úr     | Orazio Belli                           | Aldo Fabrizi       | 1955        |
| 1952 | Leszámolás           | N/A                                    | N/A                | 1953        |
| 1953 | Az utolsó padban     | N/A                                    | N/A                | 1953        |
| 1953 | Bűnösök              | Prohor Hrapov                          | Mihail Zsarov      | 1954        |
| 1954 | Keresem az igazságot | N/A                                    | N/A                | 1955        |
| 1954 | Titokzatos hajóroncs | N/A                                    | N/A                | 1954        |
| 1955 | Az Anya              | Mr. Vlaszov                            | Nikifor Kolofidin  | 1956        |
| 1955 | Ők ketten            | Stojan                                 | Milivoje Živanović | 1956        |
| 1955 | Vízkereszt           | Böffen Tóbiás, Olivia grónő nagybátyja | Mihail Jansin      | 1956        |
| 1956 | A 306-os ügy         | N/A                                    | N/A                | 1956        |
| 1956 | A zalamea-i bíró     | N/A                                    | N/A                | 1956        |